# Walter Richli
Walter Richli (* 28. April 1913 in Zürich; † 1944) war ein Schweizer Radrennfahrer und nationaler Meister im Radsport.

## Sportliche Laufbahn
Richli war im Bahnradsport und im Strassenradsport aktiv. Er war Teilnehmer der Olympischen Sommerspiele 1936 in Berlin. In der Mannschaftsverfolgung wurde das Team der Schweiz mit Walter Richli, Werner Wägelin, Ernst Fuhrimann und Albert Kägi auf dem 6. Rang klassiert.
1935 siegte er in der nationalen Meisterschaft in der Einerverfolgung der Amateure. 1936 gewann er den Titel erneut. Er startete für den «Radfahrer-Verein Zürich». 1937 fuhr er als Berufsfahrer und bestritt auch Strassenrennen, blieb aber ohne Erfolge.

## Familiäres
Sein älterer Bruder Emil Richli war ebenfalls Radrennfahrer.